# 1142 Aetolia
1142 Aetolia är en asteroid i huvudbältet som upptäcktes den 24 januari 1930 av den tyske astronomen Karl Wilhelm Reinmuth. Dess preliminära beteckning var 1930 BC. Den fick senare namn efter det grekiska landskapet Aitolien i antikens Grekland.
Aetolias senaste periheliepassage skedde den 13 december 2021. Dess rotationstid har beräknats till 10,73 timmar.